# Biblisches Alter
Biblisches Alter ist eine sprichwörtliche Phrase für ein sehr hohes bzw. unrealistisch hohes Alter. Der Ausdruck geht zurück auf einige ungewöhnlich hohe Altersangaben im Alten Testament, insbesondere in den Textteilen, die von den Zeiten vor der Sintflut handeln.
Auch in der sumerischen Königsliste werden Herrschern unrealistisch lange Lebenszeiten von teilweise über 30.000 Jahren zugesprochen. Die längste Herrschaftszeit wird dort für den König En-men-lu-ana mit 43.200 Jahren angegeben.
Die Aussage „[…] hat ein wahrhaft biblisches Alter erreicht.“ findet als Hyperbel seit langer Zeit unzählige Beispiele, wie z. B. in der Rede des Bundespräsidenten Joachim Gauck anlässlich des Todes Richard von Weizsäckers 2015.

## Altersangaben im Alten Testament
Aus naturwissenschaftlicher Sicht unrealistische Altersangaben werden im Buch Genesis für Methusalem (969 Lebensjahre), Jered (962 Jahre), Noach (950 Jahre), Adam (930 Jahre), Mahalalel (895 Jahre) und Henoch (365 Jahre) gegeben. Das höchste gut dokumentierte Alter, welches je durch einen Menschen erreicht wurde, beträgt 122 Jahre. Ein für Israeliten typisches Lebensalter von 70 bis 80 Jahren ist in Ps 90,10  genannt.

## Erklärungen der biblischen Altersangaben
Die hohen Altersangaben für Methusalem und andere Personen aus dem Alten Testament und weiteren alten Schriften beschäftigen Menschen schon lange. Es existieren daher verschiedene Versuche, diese zu erklären. Genannt werden zum Beispiel Schreibfehler, oder dass das zugrundeliegende Zahlensystem im Laufe der Zeit geändert wurde oder es seien symbolische Zahlen (3 × 40 = 120).
Eine weitere Hypothese verweist darauf, dass es in der Kalenderrechnung einen Übergang von Mondperioden zu Sonnenperioden gegeben habe und dass Zahlenangaben in Aufzeichnungen nicht entsprechend geändert worden seien. Für Methusalems Alter wird in diesem Erklärungsmodell angenommen, dass ursprünglich Monate eines Mondkalenders angegeben waren. Sein wirkliches Lebensalter würde sich bei einem Umrechnungsfaktor von etwa 0,08 für Sonnenjahre dann zu etwa 78 Jahren ergeben, also ein ganz normaler Wert. Demgegenüber stehen jedoch weitere unerklärliche Altersangaben, wie Gen 11,10–12 . Demnach hätte Arpachschad dieser Deutung zufolge mit nur knapp drei Lebensjahren Schelach gezeugt. Bei den anderen Vorvätern beträgt das Alter, in dem sie ihren jeweiligen Erstgeborenen gezeugt haben sollen, in der Regel 30–36 Jahre, was akzeptabel wäre.
Von Religionswissenschaftlern und Theologen wird überwiegend angenommen, dass Zahlen in der Zeit der Entstehung des Alten Testaments nicht die heutige eindeutige, absolute Bedeutung hatten. Gemeint sei vielmehr, dass man Achtung vor diesen Personen haben solle. Somit seien die Zahlen nicht wörtlich zu nehmen.
Manche bibeltreue Christen, insbesondere Kreationisten, oder auch die Zeugen Jehovas nehmen die hohen Altersangaben der Bibel wörtlich. Gott habe die Menschen ursprünglich vollkommen für ein ewiges Leben erschaffen, ohne Alters- und Erbkrankheiten, was die hohen Lebensalter in der Zeit bis zur Sintflut erkläre.